# 易門金線魮
易門金線魮（学名：Sinocyclocheilus yimenensis）为輻鰭魚綱鯉形目鲤科的一個種，分布於亞洲中國雲南省易門縣，棲息在中底層水域，生活習性不明。

## 扩展阅读
維基物種上的相關：易門金線魮